# زلزال لومبوك (أغسطس 2018)
زلزال لومبوك أغسطس (2018) حدث في يوم الخامس من أغسطس من عام 2018، عندما ضرب زلزال قوته 6.9 م.د.ع. (7 على مقياس ريختر) جزيرة لومبوك القريبة من بالي، حيث كان الهزة الأم بعد هزة مستبقة حدثت مؤخراً بقوة 6.4 م.د.ع. في صباح يوم التاسع والعشرين من تموز/يوليو 2018.

## تفاصيل
مركز الزلزال كان على سطح الجزيرة بالقرب من قرية لولاند في مقاطعة لومبوك الشرقية. نشأ بسبب التصدع الذي أمتد شمالاً حتى البحر أمواج تسونامي.
تم التبليغ عن اهتزازات شديدة في كافة أنحاء الجزيرة، أما الجزر القريبة المجاورة فقد تم التبليغ فيها عن اهتزازت قوية أقل شدة وذلك في بالي وسومباوا.
بعد الزلزال، فإن مطارات كلاً من بالي ولومبوك قد عملت بشكل طبيعي مع أضرار طفيفة.
تم التبليغ عن أضرار واسعة في كلاً من لومبوك وبالي، وذكرت السلطات أن 80 بالمائة على الأقل من المنشئات المبنية قد تدمرت أو لحقتها أضرار بالغة. وبعد انتهاء الزلزال فقد تأكد موت 98 شخصاً، واصابة أكثر من 200 شخصاً بجروح، بالإضافة لبقاء 20 ألف شخص دون مأوى.